# Suomen Kennelliitto-Finska Kennelklubben
Suomen Kennelliitto-Finska Kennelklubben (SKFK) er Finlands og Ålands nationale kennel klub og stambogsregister for hunde og blev stiftet i 1889. SKFK er medlem af Fédération Cynologique Internationale (FCI) og Nordisk Kennelunion (NKU).